# Scipione Pannocchieschi d'Elci
Scipione Pannocchieschi d'Elci (Siena, 28 de junho de 1598 - Roma, 12 de abril de 1670) foi um cardeal do século XVIII

## Biografia
Nasceu em Siena em 28 de junho de 1598. Da nobre família dos condes d'Elci. Filho de Orso, conde d'Elci, embaixador da Toscana perante a corte espanhola, e Lucrezia di Scipione Bulgarini. Ele era o caçula de seis filhos. Ele também está listado como Scipione d'Elci; e seus sobrenomes como Pagnocescus; como Pannuchiescus; como D'Elce; como Ylci; como Ilcio; e como Delci. Tio-avô do cardeal Raniero d'Elci (1737). Tio-avô do cardeal Francesco D'Elci (1773).
Mestre de câmara de Fernando II da Toscana. Referendário dos Tribunais da Assinatura Apostólica de Justiça e da Graça, 1624. Governador de Spoleto, junho de 1627 até maio de 1628. Governador de Ancona, junho de 1628 até janeiro de 1629. Recebeu o subdiaconato, 29 de abril de 1629; diaconato, 1º de maio de 1629. Prelado doméstico de Sua Santidade.
Ordenado em 3 de maio de 1629 pelo Bispo Paolo Orsini de Montalto. Governador de Fermo, 23 de setembro de 1629 até janeiro de 1631.
Eleito bispo de Pienza em 28 de julho de 1631. Consagrado em 17 de agosto de 1631, capela Barberini, igreja de S. Andrea della Valle, Roma, pelo cardeal Luigi Caetani, auxiliado por Tegrimo Tegrimi, bispo de Assis, e por Giorgio Bolognetti, bispo de Ascoli Satriano. Promovido à sé metropolitana de Pisa, em 3 de março de 1636. Núncio em Veneza, de 6 de dezembro de 1646 a 3 de outubro de 1652. Núncio na Áustria, de 24 de agosto de 1652 a 7 de março de 1658.
Criado cardeal e reservado in pectore no consistório de 9 de abril de 1657; publicado no consistório de 29 de abril de 1658; recebeu o gorro vermelho e o título de S. Sabina, 6 de maio de 1658. Legado em Urbino, 1658 a 1662. Renunciou ao governo da arquidiocese de Pisa antes de 27 de agosto de 1663. Legado na Romagna ou Bolonha, 1663. Participou do conclave de 1667, que elegeu o Papa Clemente IX. Participou do conclave de 1669-1670, que elegeu o Papa Clemente X; ele foi forçado a sair devido a problemas de saúde em 24 de março de 1670.
Morreu em Roma em 12 de abril de 1670, perto das 5 horas da manhã, em sua residência na Piazza Agone, Roma, durante a sede vacante. Exposto na igreja de S. Sabina e sepultado na capela de sua família, S. Caterina da Siena, naquela igreja.